# Cerleanî, Horodok
Cerleanî (în ucraineană Черляни) este un sat în comuna Uhrî din raionul Horodok, regiunea Liov, Ucraina.

## Demografie
Componența lingvistică a localității Cerleanî
     Ucraineană (99,82%)
     Alte limbi (0,18%)
Conform recensământului din 2001, majoritatea populației localității Cerleanî era vorbitoare de ucraineană (99,82%), existând în minoritate și vorbitori de alte limbi.